# Hakea
Genre
Hakea est un genre de 149 espèces de buissons ou arbustes de la famille des Proteaceae, originaire d'Australie. On les trouve dans tout le pays mais c'est dans le sud-ouest de l'Australie occidentale que l'on en trouve le plus grand nombre d'espèces. Ils peuvent atteindre 1 à 6 mètres de haut et ont des feuilles disposées en spirale mesurant de 2 à 20 centimètres de long, simples ou composées, quelquefois comme chez Hakea drupacea avoir des folioles en aiguilles comme chez les Juncaceae. Les fleurs sont rassemblées en gros bouquets de formes variables, en boule ou en cylindre, de 3 à 10 centimètres de long avec de nombreuses petites fleurs rouges, jaunes, roses, pourpres, bleu pâle ou blanches
Les Hakea doivent leur nom au baron Christian Ludwig von Hake, un botaniste allemand du XVIIIe siècle.

## Classification
Les Hakea sont très proches des genres Grevillea et Finschia, tous deux membres aussi de la sous-famille des Grevilleoideae dans la famille des Proteaceae. Beaucoup d'espèces ont le même type d'inflorescence mais les Hakea s'en distinguent par leurs capsules ligneuses.

## Horticulture
Les Hakea sont des plantes ornementales fréquentes dans les jardins australiens, quoique moins que les Grevillea et les Banksia. On a développé plusieurs hybrides et cultivars. Ils poussent facilement dans les sols légers et bien drainés, s'ils sont suffisamment arrosés
Quelques espèces des régions ensoleillées de l'ouest comme Hakea multilineata, Hakea francisiana et Hakea bucculenta doivent être greffées sur des espèces comme Hakea salicifolia (en) pour pousser dans les climats plus humides, car elles sont sensibles à Phytophthora cinnamomi.
Beaucoup d'espèces, surtout celle de l'est de l'Australie, sont connues pour leur rusticité au point qu'elles sont devenues envahissantes. Hakea gibbosa (en), Hakea sericea et Hakea drupacea (en) sont devenues des « mauvaises herbes » en Afrique du Sud ; Hakea laurina  s'est naturalisée autour d'Adélaïde.

## Galerie

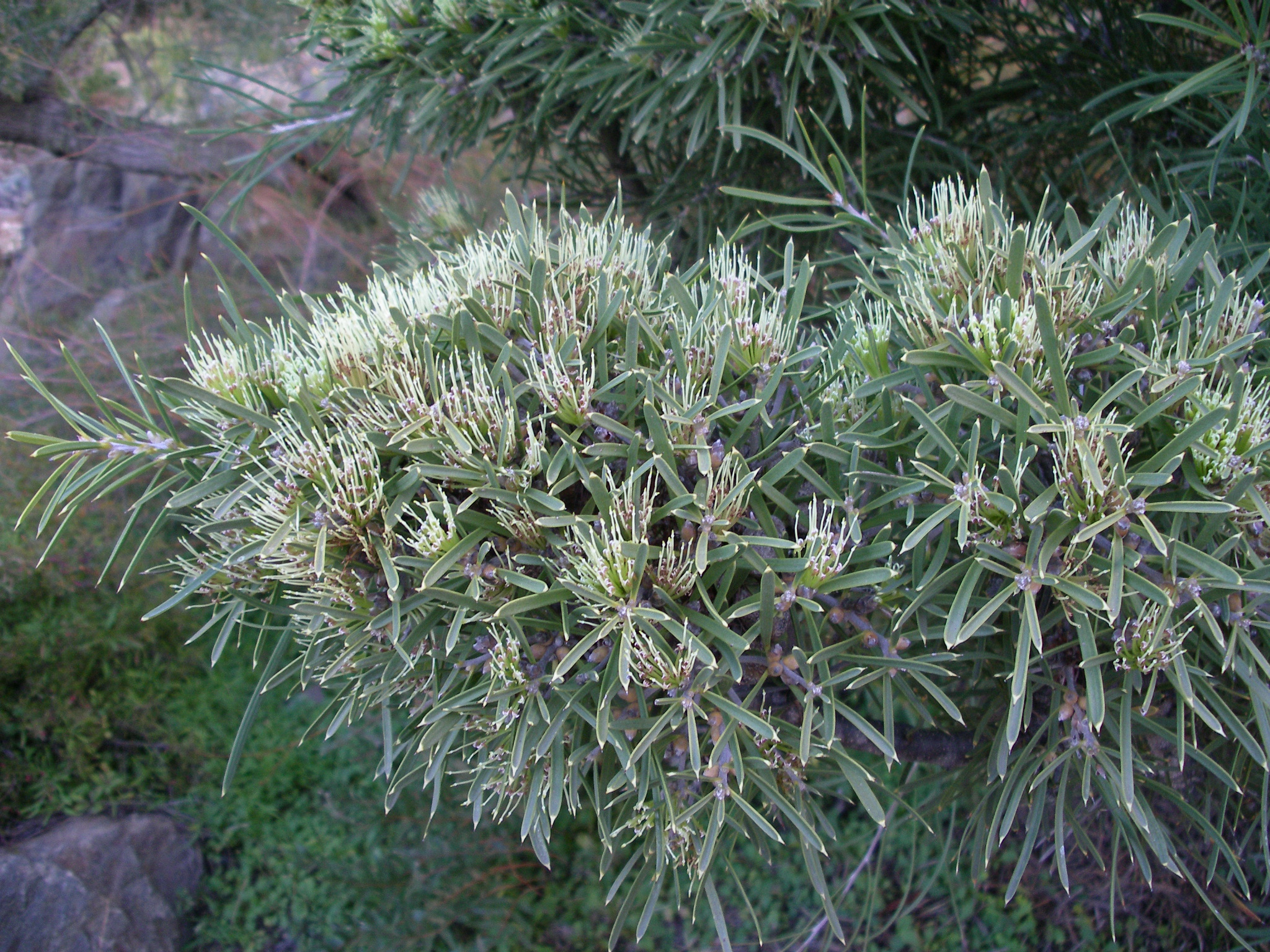
Hakea corymbosa Australie occidentale.
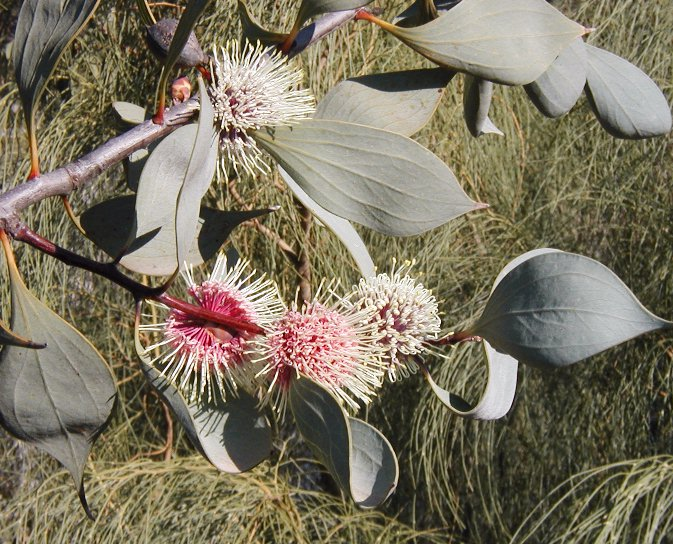
Hakea petiolaris.
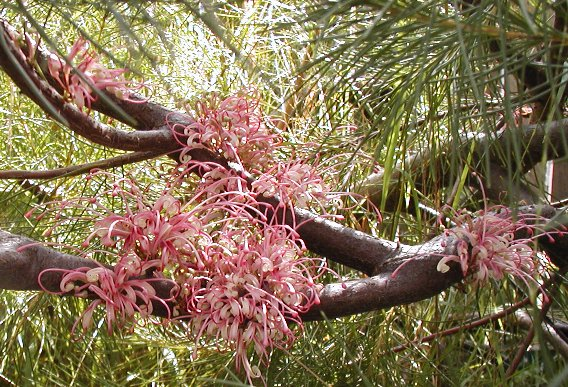
Hakea bakeriana.
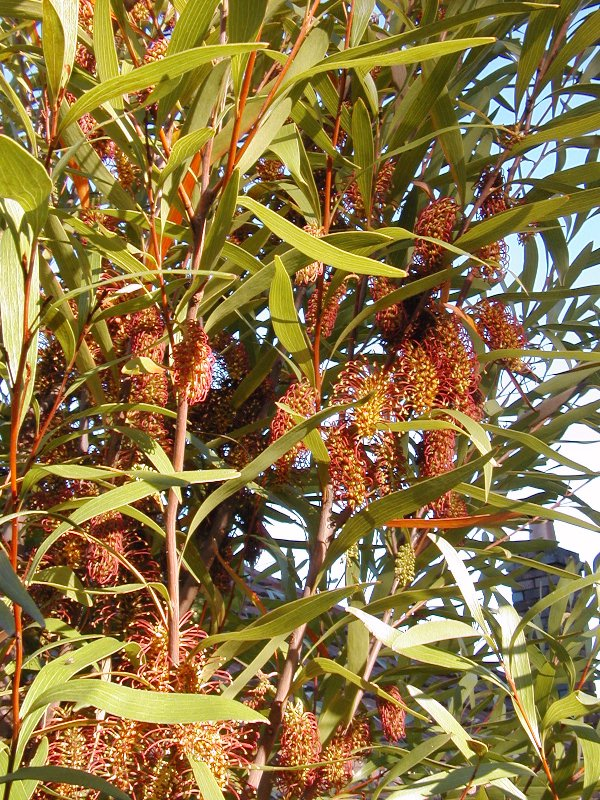
Hakea archaeoides.
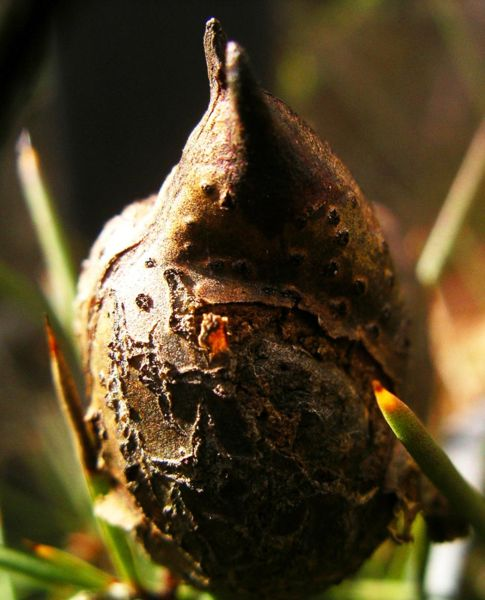
Capsule d'Hakea.

## Liste d'espèces
Selon Catalogue of Life (7 août 2014) :
- Hakea actites
- Hakea aculeata
- Hakea acuminata
- Hakea adnata
- Hakea aenigma
- Hakea ambigua
- Hakea amplexicaulis
- Hakea anadenia
- Hakea arborescens
- Hakea archaeoides
- Hakea asperma
- Hakea auriculata
- Hakea bakeriana
- Hakea baxteri
- Hakea bicornata
- Hakea brachyptera
- Hakea brownii
- Hakea bucculenta
- Hakea candolleana
- Hakea carinata
- Hakea ceratophylla
- Hakea chordophylla
- Hakea chromatropa
- Hakea cinerea
- Hakea circumalata
- Hakea clavata
- Hakea collina
- Hakea commutata
- Hakea conchifolia
- Hakea constablei
- Hakea corymbosa
- Hakea costata
- Hakea cristata
- Hakea cucullata
- Hakea cyclocarpa
- Hakea cycloptera
- Hakea cygna
- Hakea dactyloides
- Hakea decurrens
- Hakea denticulata
- Hakea divaricata
- Hakea dohertyi
- Hakea drupacea
- Hakea ednieana
- Hakea elliptica
- Hakea eneabba
- Hakea epiglottis
- Hakea erecta
- Hakea eriantha
- Hakea erinacea
- Hakea eyreana
- Hakea falcata
- Hakea ferruginea
- Hakea flabellifolia
- Hakea florida
- Hakea florulenta
- Hakea francisiana
- Hakea fraseri
- Hakea gibbosa
- Hakea gilbertii
- Hakea grammatophylla
- Hakea hastata
- Hakea hookeriana
- Hakea horrida
- Hakea ilicifolia
- Hakea incrassata
- Hakea invaginata
- Hakea ivoryi
- Hakea kippistiana
- Hakea laevipes
- Hakea lasiantha
- Hakea lasianthoides
- Hakea lasiocarpha
- Hakea laurina
- Hakea lehmanniana
- Hakea leucoptera
- Hakea linearis
- Hakea lissocarpha
- Hakea lissosperma
- Hakea longiflora
- Hakea loranthifolia
- Hakea lorea
- Hakea maconochieana
- Hakea macraeana
- Hakea macrocarpa
- Hakea macrorrhyncha
- Hakea marginata
- Hakea megadenia
- Hakea megalosperma
- Hakea meisneriana
- Hakea microcarpa
- Hakea minyma
- Hakea mitchellii
- Hakea multilineata
- Hakea myrtoides
- Hakea neurophylla
- Hakea newbeyana
- Hakea nitida
- Hakea nodosa
- Hakea obliqua
- Hakea obtusa
- Hakea ochroptera
- Hakea oldfieldii
- Hakea oleifolia
- Hakea oligoneura
- Hakea orthorrhyncha
- Hakea pachyphylla
- Hakea pandanicarpa
- Hakea pedunculata
- Hakea pendens
- Hakea persiehana
- Hakea petiolaris
- Hakea platysperma
- Hakea plurinervia
- Hakea polyanthema
- Hakea preissii
- Hakea pritzelii
- Hakea propinqua
- Hakea prostrata
- Hakea psilorrhyncha
- Hakea pulvinifera
- Hakea purpurea
- Hakea pycnoneura
- Hakea recurva
- Hakea repullulans
- Hakea rhombales
- Hakea rigida
- Hakea rostrata
- Hakea rugosa
- Hakea ruscifolia
- Hakea salicifolia
- Hakea scoparia
- Hakea sericea
- Hakea smilacifolia
- Hakea spathulata
- Hakea standleyensis
- Hakea stenocarpa
- Hakea stenophylla
- Hakea strumosa
- Hakea subsulcata
- Hakea sulcata
- Hakea tephrosperma
- Hakea teretifolia
- Hakea trifurcata
- Hakea trineura
- Hakea tuberculata
- Hakea ulicina
- Hakea undulata
- Hakea varia
- Hakea verrucosa
- Hakea victoria
- Hakea vittata

Selon GRIN (7 août 2014) :
- Hakea acicularis (Sm. ex Vent.) Knight
- Hakea amplexicaulis R. Br.
- Hakea arborescens R. Br.
- Hakea bucculenta C. A. Gardner
- Hakea carinata F. Muell. ex Meisn.
- Hakea corymbosa R. Br.
- Hakea cucullata R. Br.
- Hakea cyclocarpa Lindl.
- Hakea cycloptera R. Br.
- Hakea dactyloides (Gaertn.) Cav.
- Hakea drupacea (C. F. Gaertn.) Roem. & Schult.
- Hakea elliptica (Sm.) R. Br.
- Hakea gibbosa (Sm.) Cav.
- Hakea incrassata R. Br.
- Hakea lasiantha R. Br.
- Hakea laurina R. Br.
- Hakea leucoptera R. Br.
- Hakea lissocarpha R. Br.
- Hakea lissosperma R. Br.
- Hakea megalosperma Meisn.
- Hakea microcarpa R. Br.
- Hakea mitchellii Meisn.
- Hakea multilineata Meisn.
- Hakea nodosa R. Br.
- Hakea platysperma Hook.
- Hakea purpurea Hook.
- Hakea recurva Meisn.
- Hakea rostrata F. Muell. ex Meisn.
- Hakea ruscifolia Labill.
- Hakea salicifolia (Vent.) B. L. Burtt
- Hakea sericea Schrad. & J. C. Wendl.
- Hakea teretifolia (Salisb.) Britten
- Hakea ulicina R. Br.
- Hakea varia R. Br.
- Hakea vittata R. Br.

Selon ITIS (7 août 2014) :
- Hakea rostrata F. Muell. ex Meisn.

Selon The Plant List (7 août 2014) :
- Hakea dactyloides (Gaertn.) Cav.
- Hakea gibbosa Cav.
- Hakea pulvinifera L.A.S.Johnson
- Hakea salicifolia (Vent.) B.L.Burtt
- Hakea sericea Schrad. & J.C.Wendl.
- Hakea suaveolens R.Br.

Selon Tropicos (7 août 2014) (Attention liste brute contenant possiblement des synonymes) :
- Hakea acicularis (Sm. ex Vent.) Knight
- Hakea amplexicaulis R. Br.
- Hakea bakeriana F. Muell. & Maiden
- Hakea candolleana Meisn.
- Hakea ceratophylla (Sm.) R. Br.
- Hakea coriacea Maconochie
- Hakea corymbosa R. Br.
- Hakea dactyloides (Gaertn.) Cav.
- Hakea decurrens R. Br.
- Hakea dohertyi Haegi
- Hakea falcata R. Br.
- Hakea gibbosa Cav.
- Hakea glabra Schrad. & J.C. Wendl.
- Hakea incrassata R. Br.
- Hakea laevipes Gand.
- Hakea leucadendron Meisn.
- Hakea megadenia R.M. Barker
- Hakea multilineata Meisn.
- Hakea myrtoides Meisn.
- Hakea pachyphylla Sieber ex Spreng.
- Hakea petiolaris Meisn.
- Hakea pritzelii Diels
- Hakea salicifolia (Vent.) B.L. Burtt
- Hakea saligna Knight
- Hakea scoparia Meisn.
- Hakea sericea Schrad. & J.C. Wendl.
- Hakea stenocarpoides Benth.
- Hakea suaveolens R. Br.
- Hakea tenuifolia Dum. Cours.
- Hakea tephrosperma R. Br.